# ديفيد ميخائيل كينيدي
ديفيد ميخائيل كينيدي (بالإنجليزية: David Michael Kennedy)‏ هو مصور أمريكي، ولد في 16 أغسطس 1950 في الولايات المتحدة.

## وصلات خارجية
- ديفيد ميخائيل كينيدي على موقع ميوزك برينز (الإنجليزية)